# Schizoporella dunkeri
Schizoporella dunkeri is een mosdiertjessoort uit de familie van de Schizoporellidae. De wetenschappelijke naam van de soort is voor het eerst geldig gepubliceerd in 1848 door Reuss.